# 1896
- Wikisource

| Calendário gregoriano                                                        | 1896 MDCCCXCVI                       |
| Ab urbe condita                                                              | 2649                                 |
| Calendário arménio                                                           | 1345 – 1346                          |
| Calendário bahá'í                                                            | 52 – 53                              |
| Calendário budista                                                           | 2440                                 |
| Calendário chinês                                                            | 4592 – 4593 Início a 13 de fevereiro |
| Calendário copta                                                             | 1612 – 1613                          |
| Calendário etíope                                                            | 1888 – 1889                          |
| Calendários hindus - Vikram Samvat - Calendário nacional indiano - Cáli Iuga | 1951 – 1952 1817 – 1818 4996 – 4997  |
| Calendário Holoceno                                                          | 11896                                |
| Calendário islâmico                                                          | 1314 – 1315                          |
| Calendário judaico                                                           | 5656 – 5657                          |
| Calendário persa                                                             | 1274 – 1275 Início a 20 de março     |
| Calendário rúnico                                                            | 2146                                 |
| Calendário solar tailandês                                                   | 2439                                 |

1896 (MDCCCXCVI, na numeração romana) foi um ano bissexto do actual Calendário Gregoriano e as suas letras dominicais foram  E e D (53 semanas), teve início a uma quarta-feira e terminou a uma quinta-feira.
| Ano completo                           |
| -------------------------------------- |
| Ano bissexto com início à quarta-feira |

## Eventos
- Antoine Henri Becquerel descobre a radioactividade dos sais de urânio
- A Etiópia vence a primeira guerra contra a Itália através de apoio e compra de armas da Grã-Bretanha e da França, A Etiópia tinha perdido uma guerra com aliados portugueses em 1559 contra o Império Otomano.[1]
- Em São Simão (São Paulo), tem início a primeira epidemia de febre amarela, que faria a população urbana cair de 4.000 para 2.500 pessoas.
- Guerra Anglo-Zanzibari.
- Eram 20 mil habitantes de Canudos.
- Início da edificação da nova igreja das Doze Ribeiras, ilha Terceira, a Igreja de São Jorge das Doze Ribeiras, destruída em 1893 por um furacão.
- Ratificação do decreto de 2 de Março de 1895 que estabelecia um governo autónomo para os Açores.

### Janeiro
- 4 de janeiro - Utah torna-se o 45º estado norte-americano.

### Março
- 1 de março - O físico francês Henri Becquerel descobre a radioatividade.

### Abril
- 2 de abril - a empresa Peugeot é fundada.
- 6 de abril a 15 de abril - Acontecem os Jogos Olímpicos de Verão de 1896, os primeiros Jogos Olímpicos da era moderna, e os primeiros eventos esportivos olímpicos em mais de 1500 anos.

### Junho
- 27 de junho - Ngungunhane, último imperador de Gaza, actual Moçambique, e último monarca da dinastia Jamine, chega à ilha Terceira, Açores, onde permanece como prisioneiro na Fortaleza de São João Baptista, no Monte Brasil.

### Outubro
- 13 de Outubro - Sob a força do “Vento Carpinteiro”, naufragam na Baía de Angra de embarcações: O patacho "Fernão de Magalhães", de 180 Toneladas, o lugre "Príncipe da Beira", de 275 toneladas e o lugre "Costa Pereira", de 196 toneladas.
- 18 de Outubro - É benzida a Ermida do Senhor Bom Jesus da Fajã Grande, ilha de São Jorge, cujo início das obras ocorreu em 1889 e terminou em 1895.[2].

### Novembro
- 7 de novembro - Inicio da Guerra de Canudos

### Dezembro
- 5 de dezembro - Fundação da cidade de Sertãozinho, no Brasil, por Antônio Malaquias Pedroso.
- 31 de dezembro - Inauguração do Teatro Amazonas, na cidade Manaus, Brasil.

## Nascimentos
- 15 de janeiro - Marjorie Bennett, atriz australiana (m. 1982).
- 1 de fevereiro - Anastasio Somoza García, presidente da Nicarágua de 1937 a 1947 e de 1950 a 1956 (m. 1956)
- 1 de maio - Herbert Backe, político alemão (m. 1945).
- 9 de julho - Maria Gomes Valentim, mulher mais idosa do Brasil e do Mundo até 2011 (m. 2011)
- 26 de julho - Evelyn Preer, atriz americana (m. 1932).
- 9 de agosto - Jean Piaget, pensador, fundador da Epistemologia genética suíço (m. 1980)
- 15 de agosto - Gerty Cori, bioquímica e Prémio Nobel da Medicina norte-americana (m. 1957)
- 15 de agosto - Lev Sergeivitch Termen, físico e inventor russo (m. 1993)
- 4 de setembro - Antonin Artaud, ator, diretor, cenógrafo, crítico e teórico teatral francês (m. 1948)
- 8 de setembro - Artur Alves dos Reis, empresário português que protagonizou o maior crime de falsificação de notas da história (m. 1955)
- 15 de setembro - Eduardo Lonardi, presidente da Argentina em 1955 (m. 1956)
- 24 de setembro - F. Scott Fitzgerald, escritor norte-americano (m. 1940)
- 25 de setembro - Sandro Pertini, presidente de Itália de 1978 a 1985 (m. 1990)
- 26 de setembro - José Domingo Molina Gómez, presidente interino da Argentina em 1955 (m. 1974)
- 15 de outubro - Célestin Freinet, educador francês que idealizou e praticou uma pedagogia comprometida com as classes populares (m. 1966)
- 22 de outubro - José Leitão de Barros, cineasta português (m. 1967)
- 4 de novembro - Carlos Polistico Garcia, presidente das Filipinas de 1957 a 1961 (m. 1971)
- 14 de novembro - Mamie Eisenhower, primeira-dama dos Estados Unidos de 1953 a 1961 (m. 1979)
- 28 de novembro - Lilia Skala, arquiteta e atriz austríaca-americana (m. 1994).
- 10 de dezembro - Enrique Hertzog Garaizabal, presidente da Bolívia de 1947 a 1949 (m. 1981)
- 14 de dezembro - James Harold Doolittle, general americano (m. 1993)

## Mortes
- 6 de janeiro - Florinda de Macedo, atriz e cantora lírica portuguesa (n. 1845)
- 8 de janeiro - Paul Verlaine, poeta francês (n. 1844)
- 20 de janeiro - Henrique de Battenberg, príncipe germânico (n. 1858)
- 5 de março - Bernardino Pereira Pinheiro, escritor, publicista e político português (n. 1837)
- 23 de março - Joaquim Possidónio Narciso da Silva, arquiteto, arqueólogo e fotógrafo português (n. 1806)
- 13 de abril - José Inácio da Costa, industrial português (n. 1836)
- 19 de maio - Carlos Luís da Áustria, arquiduque austríaco (n. 1833)
- 20 de maio - Clara Schumann, pianista e compositora alemã (n. 1819)
- 14 de junho - José Maria do Casal Ribeiro, jornalista e político português (n. 1825)
- 1 de julho - Harriet Beecher Stowe, escritora norte-americana (n. 1811)
- 10 de agosto - Otto Lilienthal, aviador pioneiro alemão (n. 1848)
- 18 de setembro - Hyppolyte Fizeau, físico francês (n. 1819)
- 11 de outubro - Anton Bruckner, compositor austríaco (n. 1824)
- 22 de novembro - George Ferris, engenheiro civil norte-americano, criador da roda-gigante (n. 1859)
- 10 de dezembro - Alfred Nobel, químico e inventor sueco (n. 1833)
- 30 de dezembro - José Rizal, herói nacional das Filipinas (n. 1861)

## Por tema
- 1896 na arte
- 1896 no Brasil
- 1896 na ciência
- 1896 no cinema
- 1896 no desporto
- 1896 no jornalismo
- 1896 na literatura
- 1896 na música
- 1896 na política
- 1896 no teatro